# Segundo oficial (aviación)
El segundo oficial es un rango en la aviación civil, también conocido como primer oficial junior. Se utiliza para pilotos en una etapa temprana de su carrera.

## Función
Los aviones modernos solo requieren dos pilotos, el capitán y el primer oficial. Antes de que un piloto esté completamente calificado para operar como primer oficial, normalmente actúa como segundo oficial, sentándose en el asiento derecho, mientras recibe entrenamiento y supervisión de un capitán instructor. Un piloto de seguridad se sienta en el asiento de observador para monitorear al primer oficial junior y al capitán.
En algunas aerolíneas, un segundo oficial no tiene permitido despegar ni aterrizar el avión, y solo lo pilota durante el crucero. En estos casos también se les conoce como "pilotos de crucero" o "pilotos de relevo de crucero".
En Singapore Airlines y Scoot, los segundos oficiales suelen ser promovidos a primer oficial tras 5-8 meses. En Ryanair UK, los pilotos son promovidos de segundo oficial a primer oficial junior cuando alcanzan 500 horas de tiempo de vuelo.

## Uso
Las aerolíneas que utilizan el título de "segundo oficial" incluyen:
- Air New Zealand[8]
- Cathay Pacific[9]
- China Eastern Airlines[10]
- Jet2.com[11]
- KLM[12]
- Lufthansa[13]
- Qantas
- Scoot
- Singapore Airlines[14]
- Volotea[15]

Históricamente, el segundo oficial era el ingeniero de vuelo. Este es un piloto capacitado que no vuela el avión, sino que supervisa los sistemas de la aeronave. Los aviones modernos solo requieren dos pilotos y no tienen ingeniero de vuelo ni navegante.